# Ventilbasun
| I denna artikel     |
| används tonnamnen   |
| Bess (B♭) och B.    |
| Se olika skrivsätt. |

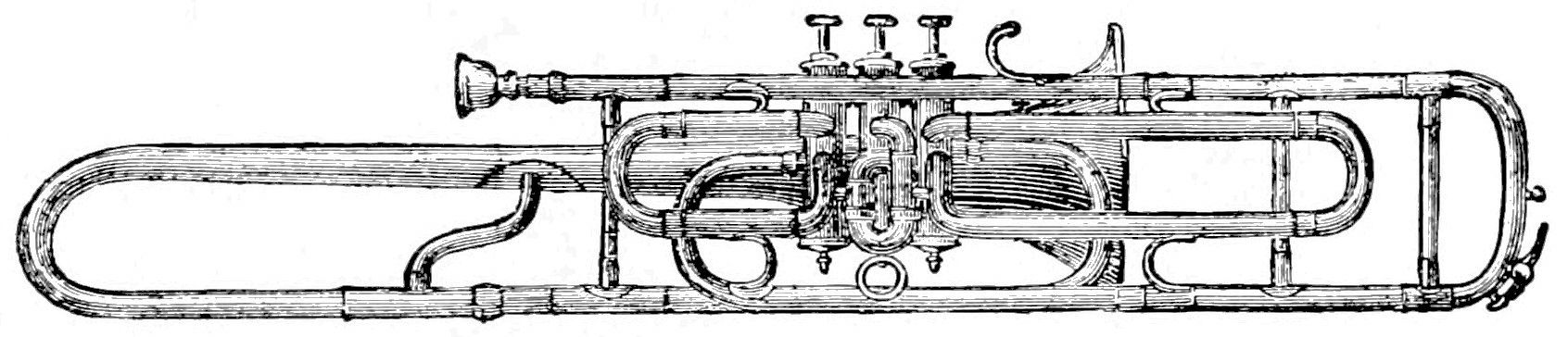
Teckning av en ventilbasun.

Ventilbasun (eng. valve trombone) konstruerades 1818 som en utveckling av den äldre dragbasunen eller trombonen, vilken anses ha fått sitt slutgiltiga utförande i mitten av 1400-talet. Det svenska ordet trombon innefattar inte ventilbasun, utan endast dragbasun (engelska slide trombone).
Trombonens draganordning är på ventilbasunen ersatt med (oftast tre) ventiler, endera liggande, s.k. cylinderventiler, eller stående, s.k. pumpventiler, liknande dem på en trumpet. Ventilbasunen är oftast stämd i Bess och används i  blås- och jazzorkestrar. En klassisk svensk mässingssextett skall innehålla en ventilbasun på första tenorstämman, ibland även på den andra tenorstämman.
Klangen på en ventilbasun är inte lika öppen och ren som på en trombon. Ventilbasunens naturtonserie klingar bess-dur, en nona under notering och en oktav under trumpeten, medan trombonen noteras klingande. 
Observera att dragbasunen också kan ha ventiler, exempelvis en kvartsventil, som kompletterar draget och utökar tonomfånget en kvart nedåt. En dragbasun med extra ventiler räknas dock inte som ventilbasun.